# Pueblo Nuevo de las Raíces
Pueblo Nuevo de las Raíces es una villa que pertenece al municipio de Centro, en el estado mexicano de Tabasco.

## Historía
Pueblo Nuevo de las Raíces actualmente es una villa del municipio del Centro anteriormente era del municipio de Jalapa y a ella correspondían los pueblos de Jahuacapa, Astapa, Cacaos, y Pueblo Nuevo de las Raíces, con todas sus riberas, haciendas y rancherías. Aún se desconoce su fecha exacta de su fundación pero los poblados de Cacaos (hoy Francisco J. Santamaria) y de la actual villa participaron en la batalla del Jahuactal y también conocida "La Segunda guerra de los coletos" actualmente estas dos poblaciones llevan de recuerdo un cañón por el evento ocurrido.

## Economía
La población se dedica principalmente al comercio y la ganadería así como la fabricación de quesos ya que cuenta con 8 queserias. Además también la fabricación de muebles de cedro, macuilis y caoba, ahí se encuentran las carpinterías del señor José Mayo, Constantino de la Cruz, así como los hermanos Pedro, Miguel y Mario Alcudia.

## Vías de comunicación
Está comunicado por la carretera Playas del Rosario-Pueblo Nuevo de las Raíces se encuentra en una posición alta sin embargo se encuentra conurbado por las siguientes comunidades de ahí se expande más allá del municipio de Jalapa (Tabasco) en la carretera Playas del Rosario-Jalapa (ciudad) la única zona que no está invadida de fraccionamientos es la Ranchería Alvaradito. 
- Tumbuluschal
- Villa La Lima
- Poblado Estanzuela
- Villa Parrilla 1.ª Sección
- Playas del Rosario

## Urbanismo
Está contemplado incluir a las poblaciones de Villa Pueblo Nuevo de las Raíces y Dos Montes en Corredores Viviendísticos para la ciudad de Villahermosa de la Zona Metropolitana de Villahermosa-Nacajuca.
De hecho la comunidad forma parte del gran corredor viviendistico de las 3 villas del Centro Villa Parrilla-Playas del Rosario-Pueblo Nuevo de las Raíces se extiende hasta en lo ancho de la carretera Villahermosa-Teapa por lo que cuenta con todos los servicios, debido a que las villas sobre todo Parrilla solo tenga una carretera como el único acceso principal tiene problemas de hacinamiento por el demasiado tráfico vehicular.